# Sites mégalithiques du Lot

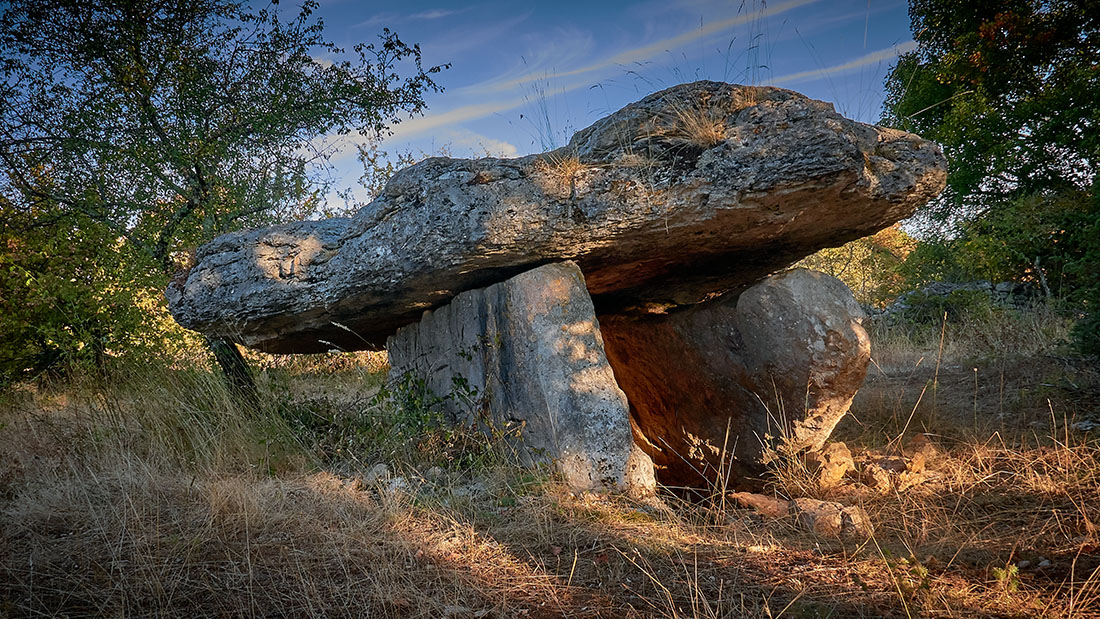
Pierre Levée de Lentillac-du-Causse.

Le département du Lot, et plus généralement l'ancien territoire du Quercy, se caractérise comme l'une des plus fortes concentrations de mégalithes en France avec une disproportion numérique très forte en faveur des dolmens (ayant conservé ou non leur tumulus), les menhirs y sont peu nombreux et leur authenticité parfois douteuse, quant aux cromlechs, on n'en recense qu'un seul exemplaire incontestable. On peut aussi y observer plusieurs dalles en mouvement (l'expression est de Jean Clottes), c'est-à-dire des dalles de pierre qui ont été déplacées de leur lieu d'extraction mais qui, pour une raison inconnue, ont été abandonnées en chemin avant utilisation (Dalles du Ressegayre et du camp de Rastoul à Floirac).
Le mégalithisme s'est développé là où les hommes ont pu extraire et transporter facilement de grandes dalles de pierre. Dans le Lot, ces contraintes techniques expliquent la concentration des mégalithes sur les causses de Gramat, Saint-Chels et Limogne. De fait, la roche calcaire est le matériau le plus couramment utilisé.

## Généralités
| \| Cahors Figeac Gourdon \| Répartition géographique des mégalithes dans le département. · : dolmen - : menhir - : autre site mégalithique |
| Cahors Figeac Gourdon |

### Typologie des dolmens lotois
Les dolmens lotois sont des dolmens de petite dimension, majoritairement de type dolmen simple, avec un plan généralement rectangulaire : la chambre sépulcrale est délimitée par deux orthostates latéraux et aux extrémités par une dalle de chevet et une dalle de fermeture. La construction est érigée directement sur la roche sous-jacente, les orthostates s'insérant dans des fissures naturelles, celles-ci étant au besoin aménagées par creusement ou comblement. Le sol de la chambre est parfois pourvu d'un dallage composé soit d'une unique dalle, soit en opus incertum, à défaut c'est la roche sous-jacente qui en fait office.
Au-delà de ce modèle d'architecture de base, on peut aussi observer :
- des dolmens doubles : deux chambres, de taille inégale, sont emboîtées sous un même tumulus, leurs orthostats respectifs étant de taille différente (Dolmen des Igues de Magnagues à Carennac) ;
- des dolmens à chambres adjacentes : deux chambres sépulcrales, généralement séparées par une rangée centrale, sont construites sous un même tumulus (Dolmen des Places à Théminettes);
- des dolmens à couloir (ou à vestibule) : la chambre est précédée d'un petit vestibule délimité par des dalles verticales plus petites que les orthostates latéraux et non recouvertes par la table (Dolmen no 1 de Gabaudet à Issendolus);
- des dolmens à entrée latérale ou dolmens coudés : une dalle perpendiculaire à l'orthostat droite force l'entrée par le côté gauche et non dans l'axe de la chambre (Dolmen des Escabasses à Flaujac-Gare, Dolmen des Cloups à Ginouillac);
- des dolmens à stèle aniconique : l'entrée est ornée d'une petite stèle placée devant l'un des orthostates (Dolmen du Rat à Saint-Sulpice et du Pech d'Arsou à Corn);
- des dolmens avec une architecture spécifique limitée à un unique cas recensé dans le département : dolmen avec absence d'orthostates latéraux au profit de murets en pierres sèches (Dolmen des Grèzes à Souillac), dolmen avec dalle-hublot (Dolmen du Pech de Grammont à Gramat).

La table recouvrant le dolmen est éventuellement creusée d'une ou plusieurs cupules dont la taille peut atteindre parfois celle d'un petit bassin. Ces cavités résultent soit d'un creusement artificiel ou de l'élargissement artificiel d'une cavité naturelle, soit de la constitution naturelle de la dalle de calcaire employée. Dans ce dernier cas, il est prudent de se garder de toute interprétation sur leur utilisation dans le cadre d'un rituel quelconque.

### Rareté et authenticité des menhirs
Dans le Lot, la relative rareté des menhirs contraste avec l’abondance des dolmens. Delpon en recensait 37. Les toponymes locaux fréquents de Pierre Levée (Peyro Quillado ou Peyro Levado) attestent probablement d'antiques emplacements dont seul le nom est demeuré. Seuls une dizaine de menhirs sont actuellement recensés dans le département. Leur plus grande fragilité que les dolmens face aux déprédations humaines ou naturelles (gel) peut éventuellement expliquer cette rareté. Ils sont de trois types :
- des dalles de forme rectangulaire du même type que celles employées comme orthostates dans les dolmens;
- des blocs très élancés, grossièrement équarris, dont l'authenticité est sujette à caution;
- des blocs de taille variée de forme irrégulière.

Affirmer l'authenticité d'un menhir est une entreprise difficile par elle-même, et dans le cas du Lot, l'utilisation de dalles calcaires semblables en tout point aux mouïsselles caussenardes rend la tâche encore plus ardue. Ces dalles n'ont jamais l'aspect incontestable de certains menhirs bretons de taille et d'allure monumentale. L'absence d'artefacts retrouvés en fouillant dans le pourtour des menhirs rend difficile toute datation.

### Spécificités du mobilier funéraire lotois
Les dolmens lotois sont des sépultures collectives. Le nombre d'inhumations y est très variable, d'une dizaine à une centaine d'individus, tous sexes et âges confondus.
Le mobilier funéraire se compose de perles (en os, calcite, stéatite, calcaire, jayet), de boutons en os avec une perforation (unique, en V, conique), d'outils divers (en os, silex, roches dures), d'armes (poignards, pointes de flèches), de petits objets en métal, de tessons de poteries et de restes d'offrandes d'origine animale.
« Dans les dolmens du Lot, les perles sont nombreuses et variées mais les pointes de flèches, invariablement, sont rares». Même en tenant compte du fait que les pointes de flèche ayant toujours été l'objet de la convoitise des collectionneurs, elles ont été ramassées de préférence au reste du mobilier, pour les seuls dolmens où il subsistait une couche vierge, la comparaison avec les découvertes effectuées dans les dolmens voisins de l'Aveyron, pour ceux que l'on rattache à l'ensemble mégalithique quercynois, est sans appel.

### Datation
La rareté des poteries ou leur très mauvais état (fragmentation en tessons de quelques centimètres) ne facilite pas la datation des sépultures qu'elles accompagnent.
Jean Clottes soulignant que les objets datés du Néolithique sont rares dans les dolmens quercynois pense que les dolmens du Lot et de l'Aveyron (causse de Villeneuve) sont postérieurs au Néolithique.

## Réutilisations et destructions
Dans le Lot, comme ailleurs en France, les destructions de mégalithes qu'elles soient involontaires, par négligence, ou volontaires, pour diverses causes furent une pratique courante :
- lorsqu'il se situent au-milieu des champs, les dolmens gênent les cultures, cette gêne peut alors entraîner leur destruction pure et simple (Dolmen du Siran à Loubressac) ;
- une habitude paysanne courante, encore pratiquée, consiste à amonceler les pierres issues de l'épierrage des champs en cayrou sur la table du dolmen (Dolmen du Verdier-Petit à Durbans) ou sur le pourtour du tumulus (Dolmen de Peyrefit à Espédaillac) : dans le premier cas, le dolmen peut s’effondrer sous le poids accumulé, dans le second, la forme du tumulus devient illisible à terme ;
- la réutilisation d'un dolmen comme abri agricole ou son inclusion dans une murette délimitant un champ : les aménagements successifs pratiqués conduisent progressivement à modifier sensiblement sa structure (Dolmen de Place-del-Sol à Espédaillac, Dolmen de Fourques-Hautes à Brengues) ;
- les réutilisations tardives à des fins d'inhumation à l'Âge du Fer ou dans l'Antiquité ;
- les fouilles sommaires pratiquées au XIXe siècle par des érudits aux méthodes expéditives ;
- le démantèlement d'un dolmen à des fins de réutilisation des dalles (La Jalie et Mas du Breuil à Saint-Sulpice, Dolmen des Vandourgues à Gréalou) ;
- la destruction pure et simple consécutive à la recherche d'un supposé trésor (Dolmen d'Autoire, menhir no 2 de Bélinac), à des superstitions religieuses (vallée de Lemboulas) ou des aménagements contemporains (Dolmen de la Pierre-levée à Assier, camp militaire du Viroulou à Alvignac, Dolmen de la Pierre-levée à Saint-Chels, Pierre-levée du Cayre à Gréalou).

## Tentatives d'inventaire
Les inventaires effectués depuis 2 siècles ne sont pas exempts de contradictions :
- Jacques-Antoine Delpon estime dans sa Statistique du Lot datée de 1831 que le nombre de dolmens était supérieur à 500;
- Alexandre Bertrand reprend le chiffre de 500 dolmens en 1864[14] ;
- la Liste des dolmens et allées couvertes de la Gaule classés par département de 1878 ne mentionne plus que 287 dolmens répartis sur 95 communes[15];
- Étienne Castagné en 1880 recense 284 dolmens, 1 menhir (Bélinac) et 1 cromlech (Les Junies) et donne un détail par commune non nominatif[16]; en 1889 il prétend avoir répertorié 350 dolmens mais pense que leur nombre réel doit se situer entre 500 et 600[17];
- Adrien de Mortillet comptabilise 4 menhirs en 1901[18], et Joseph Déchelette mentionne 285 dolmens, en 1908[19] ;
- En 1956, André Niederlander estime le nombre le nombre de dolmens du département à 400 environ[20] ;
- Fernand Niel en 1958[21] reprend les décomptes de Mortillet et Déchelette et les actualise, soit 285 dolmens et 2 menhirs ;
- Glyn Daniel[22] en 1960 mentionne 285 dolmens.

Malgré l'importance de la documentation accumulée depuis un siècle sur le mégalithisme dans le département du Lot, il faut attendre les travaux de Jean Clottes, à partir de 1960, pour disposer d'une étude exhaustive des dolmens lotois compilant les connaissances déjà acquises à partir des fouilles menées et un inventaire systématique des édifices par commune. Conscient des imprécisions des travaux de ses prédécesseurs et des destructions survenues depuis, Jean Clottes estime en conséquence le nombre de dolmens restants entre 400 et 450, ce qui placerait le département au troisième rang national (derrière l'Ardèche et l'Aveyron). Sa thèse de doctorat est reprise et complétée dans son Inventaire des mégalithes du Lot, publié en 1977, où il établit une liste de 498 dolmens. Ce chiffre, arrondi à 500, est dès lors repris par tous les auteurs plus récents. Entre 1980 et 1996, Guy Maynard et son équipe recensent 34 dolmens supplémentaires essentiellement dans le nord et le centre du causse de Gramat. Selon une étude effectuée par le SRA Midi-Pyrénées entre 2004 et 2009, environ 600 sépultures mégalithiques sont recensées pour le seul département du Lot.

### Difficultés récurrentes
Il est en effet difficile d'effectuer un recensement exhaustif des monuments mégalithiques du Lot en raison des imprécisions suivantes :
- confusion possible sur le nom du monument : homonymies sur deux communes limitrophes, multiplicité des appellations pour un même monument ;
- localisations géographiques : confusion entre monuments en raison de la multiplicité de monuments distincts dans un rayon géographique très restreint, confusion entre communes limitrophes (le hameau qui donne son nom au monument est parfois situé sur une commune différente mais limitrophe de celle où le monument est réellement situé), dénomination d'après le lieu-dit le plus proche pour un vaste espace géographique non habité de type causse en raison de la méconnaissance du nom usuel voire de son absence ;
- description trop sommaire des monuments et/ou absence de photographie ne permettant pas une identification en cas de doute sur la toponymie ;
- destruction partielle ou totale survenue depuis le dernier signalement.

## Liste non exhaustive
| Monument                           | Commune                              | Remarque                                                                                   | Protection                                            | Localisation | Image                                 |
| ---------------------------------- | ------------------------------------ | ------------------------------------------------------------------------------------------ | ----------------------------------------------------- | --- | ------------------------------------- |
| Pierre Levée                       | Albas                                | dolmen                                                                                     |                                                       | |                                       |
| Dolmens de Mazayrac                | Alvignac                             | 2 dolmens                                                                                  |                                                       | |                                       |
| Dolmens de Viroulou                | Alvignac                             | 6 dolmens                                                                                  |                                                       | Dolmen du Pech 1 44° 50′ 25″ N, 1° 40′ 51″ E Pech 2 ou Causse Haut B 44° 50′ 23″ N, 1° 40′ 31″ E Pech 3 ou Causse Bas B 44° 50′ 27″ N, 1° 40′ 24″ E Pech 4 ou Causse Bas C 44° 50′ 25″ N, 1° 40′ 15″ E Pech 5 ou Causse Bas A 44° 50′ 32″ N, 1° 40′ 24″ E Pech 6 ou Causse Haut A 44° 50′ 30″ N, 1° 40′ 34″ E |                                       |
| Peyrelevade                        | Anglars-Nozac                        | dolmen                                                                                     | probablement détruit                                  | |                                       |
| Dolmen de Bresquéjouls             | Assier                               | même dolmen que celui du Causse de Magre?                                                  |                                                       | |                                       |
| Dolmen de Garivals                 | Assier                               | autre nom Dolmen du Chemin des Combals.                                                    |                                                       | 44° 40′ 32″ N, 1° 51′ 16″ E | Dolmen de Garivals                    |
| Dolmen de la Table de Roux         | Assier                               |                                                                                            |                                                       | 44° 40′ 07″ N, 1° 51′ 29″ E | Dolmen de la Table de Roux            |
| Dolmen de Mérigou                  | Assier                               |                                                                                            |                                                       | 44° 40′ 43″ N, 1° 51′ 49″ E |                                       |
| Dolmen des Combals                 | Assier                               |                                                                                            | détruit                                               | |                                       |
| Dolmen du Bois-des-Bœufs           | Assier                               |                                                                                            | Classé MH (1889)                                      | 44° 40′ 38″ N, 1° 51′ 21″ E | Dolmen du Bois-des-Bœufs              |
| Dolmen du Causse de Magre          | Assier                               | même dolmen que celui de Bresquéjouls ? détruit ou enterre dans un tas de pierres agricole |                                                       | 44° 39′ 05″ N, 1° 52′ 40″ E |                                       |
| Dolmen du Pech Roussel             | Assier                               |                                                                                            |                                                       | 44° 39′ 16″ N, 1° 53′ 01″ E |                                       |
| Menhir de Mons                     | Assier                               |                                                                                            |                                                       | |                                       |
| Dolmens de Mons                    | Assier                               | 3 dolmens autre nom Dolmens du Champ de Belair                                             |                                                       | Dolmen no 1 44° 40′ 44″ N, 1° 51′ 42″ E Dolmen no 2 44° 40′ 55″ N, 1° 51′ 20″ E Dolmen no 3 44° 41′ 01″ N, 1° 51′ 29″ E | Dolmen de Mons no 1                   |
| Dolmens de Caoumadou               | Assier                               | 2 dolmens                                                                                  |                                                       | Dolmen no 1 44° 39′ 40″ N, 1° 51′ 52″ E Dolmen no 2 44° 39′ 36″ N, 1° 51′ 53″ E | Dolmen de Caoumadou no 1              |
| Pierre Levée                       | Assier                               | dolmen                                                                                     | détruit                                               | a donné son nom au quartier éponyme |                                       |
| Dolmen de l'Escabassole            | Bach                                 |                                                                                            |                                                       | 44° 22′ 59″ N, 1° 40′ 33″ E | Dolmen de l'Escabassole               |
| Dolmen de Mas Trougnès             | Bach                                 |                                                                                            |                                                       | |                                       |
| Dolmen de la Combe du Cormier      | Beauregard                           |                                                                                            |                                                       | 44° 22′ 07″ N, 1° 46′ 24″ E |                                       |
| Dolmens du Bois de Beauregard      | Beauregard                           | 2 dolmens autre nom Dolmens de la Combe de Parry et de La Peyro Lebado                     |                                                       | 44° 22′ 02″ N, 1° 45′ 44″ E 44° 21′ 50″ N, 1° 46′ 04″ E |                                       |
| Dolmen du Bois des Escures         | Beauregard                           |                                                                                            |                                                       | 44° 21′ 54″ N, 1° 45′ 58″ E |                                       |
| Dolmen de Combes-Salgue            | Béduer                               | autre nom La Peyro Grondo                                                                  |                                                       | 44° 33′ 51″ N, 1° 56′ 06″ E | Dolmen de Combes-Salgue               |
| Dolmen de Leï Barto                | Béduer                               |                                                                                            |                                                       | 44° 33′ 40″ N, 1° 56′ 00″ E | Dolmen de Leï Barto                   |
| Dolmen de Martignes                | Béduer                               |                                                                                            |                                                       | 44° 34′ 10″ N, 1° 54′ 31″ E | Dolmen de Martignes                   |
| Dolmen de Sabin                    | Béduer                               |                                                                                            |                                                       | 44° 34′ 00″ N, 1° 54′ 09″ E | Dolmen de Sabin                       |
| Dolmen des Baillères               | Béduer                               |                                                                                            |                                                       | 44° 33′ 05″ N, 1° 56′ 11″ E |                                       |
| Dolmen des Garrigues               | Béduer                               |                                                                                            |                                                       | 44° 33′ 39″ N, 1° 56′ 30″ E | Dolmen des Garrigues                  |
| Dolmen du Cloup de Coutze          | Béduer                               |                                                                                            |                                                       | 44° 33′ 44″ N, 1° 55′ 25″ E | Dolmen du Cloup de Coutze             |
| Dolmen du Mas Perdut               | Béduer                               |                                                                                            | détruit                                               | |                                       |
| Dolmen du Pech de la Roussille     | Béduer                               |                                                                                            |                                                       | 44° 33′ 46″ N, 1° 55′ 04″ E | Dolmen du Pech de la Roussille        |
| Dolmens des Justices               | Béduer                               | 3 dolmens                                                                                  |                                                       | Dolmen no 1 44° 33′ 41″ N, 1° 55′ 45″ E Dolmen no 2 44° 33′ 45″ N, 1° 55′ 46″ E Dolmen no 3 44° 33′ 44″ N, 1° 55′ 47″ E | Dolmen des Justices no 3              |
| Dolmen des Combélous               | Belmont-Sainte-Foi                   |                                                                                            |                                                       | |                                       |
| Dolmen du Claoup Roudié            | Bio                                  |                                                                                            |                                                       | 44° 46′ 03″ N, 1° 46′ 08″ E |                                       |
| Dolmen de Noble                    | Boussac                              |                                                                                            |                                                       | 44° 34′ 51″ N, 1° 54′ 50″ E | Dolmen de Noble                       |
| Dolmens du Causse de Bullac        | Boussac                              | 2 dolmens, autre nom : Dolmen des Pouzet (Bullac no 1)                                     |                                                       | 44° 35′ 41″ N, 1° 54′ 12″ E 44° 35′ 55″ N, 1° 54′ 07″ E |                                       |
| Dolmens du Mas de Brézac           | Boussac                              | 3 dolmens                                                                                  |                                                       | 44° 35′ 04″ N, 1° 54′ 45″ E 44° 34′ 57″ N, 1° 54′ 27″ E 44° 34′ 58″ N, 1° 54′ 35″ E |                                       |
| Cayrou Gros                        | Brengues                             |                                                                                            |                                                       | 44° 33′ 29″ N, 1° 50′ 32″ E | Cayrou gros                           |
| Dolmen de Lapeyrière               | Brengues                             |                                                                                            |                                                       | 44° 36′ 07″ N, 1° 49′ 19″ E | Dolmen de Lapeyrière                  |
| Dolmen de Saint-Prègne             | Brengues                             |                                                                                            | ruiné                                                 | 44° 34′ 06″ N, 1° 50′ 21″ E |                                       |
| Dolmen des Fourques Basses         | Brengues                             |                                                                                            |                                                       | 44° 36′ 22″ N, 1° 48′ 35″ E | Dolmen des Fourques Basses à Brengues |
| Dolmen des Fourques Hautes         | Brengues                             |                                                                                            |                                                       | 44° 35′ 33″ N, 1° 49′ 18″ E | Dolmen des Fourques Hautes à Brengues |
| Dolmen du Mas de Bessac            | Brengues                             |                                                                                            |                                                       | 44° 34′ 56″ N, 1° 49′ 51″ E |                                       |
| Dolmen du Pré de Linars            | Brengues                             |                                                                                            |                                                       | 44° 33′ 19″ N, 1° 50′ 33″ E | Dolmen du Pré de Linars               |
| Dolmen du Puech des Agars          | Brengues                             |                                                                                            |                                                       | |                                       |
| Dolmen du Puech de Serre           | Brengues                             |                                                                                            | détruit                                               | |                                       |
| Dolmen des 4 Routes                | Cabrerets                            |                                                                                            |                                                       | 44° 30′ 02″ N, 1° 35′ 54″ E |                                       |
| Dolmen du Pech de Bétaille         | Cabrerets                            |                                                                                            |                                                       | 44° 30′ 31″ N, 1° 36′ 05″ E |                                       |
| Dolmen du Pech de la Rominière     | Cabrerets                            |                                                                                            |                                                       | 44° 29′ 49″ N, 1° 35′ 51″ E |                                       |
| Dolmen du Pech Gibert              | Cabrerets                            |                                                                                            |                                                       | |                                       |
| Dolmen du Pech Gourié              | Cabrerets                            |                                                                                            |                                                       | |                                       |
| Dolmen du Pech Mayrès              | Cabrerets                            |                                                                                            |                                                       | |                                       |
| Dolmens du Mas d'Arjac             | Cabrerets                            | 3 dolmens autre nom Dolmen du Pech d'Alcayre (dolmen no 1)                                 | Dolmen no 1 · Inscrit MH (1966) · Dolmen no 3 détruit | Dolmen no 1 44° 30′ 10″ N, 1° 40′ 29″ E Dolmen no 2 44° 30′ 07″ N, 1° 40′ 26″ E | name=Dolmen du Mas d'Arjac no 1       |
| Dolmens du Pech de la Barre        | Cabrerets                            | 2 dolmens                                                                                  |                                                       | |                                       |
| Dolmens du Pech de Tibouyé         | Cabrerets                            | 3 dolmens                                                                                  | dolmens no 1 et 2 détruits                            | |                                       |
| Dolmen de Bouriou no 2             | Cadrieu                              |                                                                                            | détruit                                               | |                                       |
| Dolmen de Pradines                 | Cadrieu                              | autre nom Dolmen de Mas Gentou                                                             |                                                       | 44° 30′ 19″ N, 1° 52′ 53″ E | Dolmen de Pradines                    |
| Le Communal                        | Cadrieu                              | dolmen                                                                                     |                                                       | 44° 30′ 56″ N, 1° 52′ 50″ E | Le Communal                           |
| Dolmen de Cabouy                   | Cajarc                               |                                                                                            |                                                       | |                                       |
| Dolmen de la Plogne                | Cajarc                               |                                                                                            |                                                       | 44° 29′ 11″ N, 1° 49′ 46″ E | Dolmen de la Plogne                   |
| Dolmen de Peyro Lebado             | Cajarc                               | autre nom Dolmen de Faysse                                                                 |                                                       | 44° 30′ 12″ N, 1° 49′ 54″ E | Dolmen de Peyro Lebado                |
| Dolmen des Escabasses              | Cajarc                               |                                                                                            |                                                       | 44° 29′ 31″ N, 1° 49′ 32″ E | Dolmen des Escabasses                 |
| Dolmen du Pech Perdit              | Cajarc                               |                                                                                            |                                                       | 44° 30′ 50″ N, 1° 52′ 07″ E | Dolmen du Pech Perdit                 |
| Dolmen du Verdier Bas              | Cajarc                               | autre nom Les Grésals                                                                      |                                                       | |                                       |
| Dolmen de Bouriou no 1             | Cajarc                               | autre nom dolmen du Camp d'Inou Tou no 1                                                   |                                                       | 44° 30′ 06″ N, 1° 51′ 47″ E | Dolmen de Bouriou no 1                |
| Dolmen du Camp de Bouyssou         | Cajarc                               |                                                                                            |                                                       | 44° 31′ 31″ N, 1° 52′ 15″ E |                                       |
| Dolmens du Camp d'Inou Tou         | Cajarc                               | 3 dolmens                                                                                  |                                                       | 44° 30′ 06″ N, 1° 51′ 47″ E 44° 30′ 03″ N, 1° 51′ 55″ E 44° 30′ 04″ N, 1° 51′ 50″ E | Dolmen du Camp d'Inou Tou no 2        |
| Dolmens du Verdier                 | Cajarc                               | 3 dolmens autre nom dolmens de Mas Tardieu                                                 |                                                       | 44° 31′ 00″ N, 1° 51′ 52″ E 44° 30′ 47″ N, 1° 51′ 05″ E 44° 30′ 54″ N, 1° 51′ 07″ E | Dolmen no 1                           |
| Dolmens d'Aubiac                   | Calvignac                            | 2 dolmens autre nom Dolmen des Quatre-Routes (dolmen no 1)                                 |                                                       | 44° 25′ 49″ N, 1° 48′ 51″ E | Dolmen d'Aubiac                       |
| Dolmen de Commun                   | Calvignac                            | autre nom Dolmen du Pech Grillé                                                            |                                                       | 44° 25′ 58″ N, 1° 46′ 39″ E | Dolmen du Commun                      |
| Dolmen de la Pièce Grande          | Calvignac                            |                                                                                            |                                                       | 44° 26′ 16″ N, 1° 47′ 41″ E |                                       |
| Dolmen de Peyre Gagès              | Calvignac                            |                                                                                            |                                                       | 44° 26′ 36″ N, 1° 46′ 40″ E | Dolmen de Peyre Gagès                 |
| Dolmen de Peyrelevade              | Calvignac                            |                                                                                            |                                                       | |                                       |
| Dolmen de Pierre Levée             | Calvignac                            |                                                                                            |                                                       | |                                       |
| Dolmens du Mas-del-Duc             | Calvignac                            | autres noms Dolmen de Peyrelevade (no 1) Dolmen du Pech Gayral (no 2)                      |                                                       | 44° 25′ 23″ N, 1° 47′ 01″ E 44° 25′ 22″ N, 1° 47′ 06″ E |                                       |
| Dolmen de Pierre Levée             | Cambes                               |                                                                                            | Inscrit MH (2012)                                     | 44° 37′ 34″ N, 1° 54′ 16″ E | Dolmen de Pierre Levée                |
| Dolmen de Rustan-Bonlaure          | Cambes                               |                                                                                            | détruit                                               | |                                       |
| Le Communal                        | Cambes                               |                                                                                            |                                                       | 44° 37′ 40″ N, 1° 54′ 10″ E |                                       |
| Le Ruscou                          | Cambes                               |                                                                                            |                                                       | 44° 37′ 44″ N, 1° 53′ 55″ E |                                       |
| Le Pournel                         | Cambes                               |                                                                                            |                                                       | 44° 37′ 34″ N, 1° 54′ 39″ E |                                       |
| Dolmen de Planagrèze               | Caniac-du-Causse                     |                                                                                            |                                                       | 44° 38′ 04″ N, 1° 39′ 48″ E | Dolmen de Planagrèze                  |
| Dolmen du Pech des Places          | Caniac-du-Causse                     |                                                                                            |                                                       | 44° 38′ 22″ N, 1° 39′ 14″ E |                                       |
| Dolmen de Cavarroc                 | Carayac                              |                                                                                            |                                                       | 44° 32′ 31″ N, 1° 54′ 57″ E | Dolmen de Cavarroc                    |
| Dolmen du Pech de la Curado        | Carayac                              |                                                                                            |                                                       | 44° 31′ 49″ N, 1° 55′ 28″ E | Dolmen du Pech de la Curado           |
| Dolmen de Brillayre                | Carennac                             |                                                                                            |                                                       | |                                       |
| Dolmen des Igues de Magnagues      | Carennac                             |                                                                                            |                                                       | 44° 53′ 15″ N, 1° 43′ 54″ E |                                       |
| Dolmen du Pech de Gabat            | Carennac                             |                                                                                            |                                                       | |                                       |
| Dolmens du Noutary                 | Carennac                             | 8 dolmens                                                                                  | 3 détruits, 1 ruiné                                   | 44° 54′ 09″ N, 1° 42′ 31″ E 44° 54′ 23″ N, 1° 42′ 23″ E |                                       |
| Dolmen du Pech de Béxène           | Carennac                             |                                                                                            |                                                       | |                                       |
| Dolmens du Pech de Souly           | Carennac                             | 3 dolmens                                                                                  | 1 détruit                                             | |                                       |
| Dolmen de Beaussac                 | Carlucet                             | autre nom Dolmen de Bouygues Basse                                                         |                                                       | |                                       |
| Dolmen de Sol d'Andral             | Carlucet                             |                                                                                            |                                                       | |                                       |
| Dolmen de Los-Très-Peyros          | Castelfranc                          | autre nom Dolmen du Causse de Cousis                                                       |                                                       | 44° 30′ 40″ N, 1° 12′ 55″ E |                                       |
| Dolmen du Pech de Roquebert        | Castelfranc                          |                                                                                            |                                                       | 44° 30′ 51″ N, 1° 13′ 08″ E |                                       |
| Dolmens du Riffat                  | Catus et Thédirac                    | 2 dolmens 1 sur chaque commune                                                             |                                                       | |                                       |
| Dolmens du Pech Mill               | Cénevières                           |                                                                                            |                                                       | |                                       |
| Dolmens du Mas de Labat            | Cénevières                           | 2 dolmens                                                                                  | Dolmen no 2 · Inscrit MH (1959)                       | 44° 26′ 37″ N, 1° 43′ 52″ E | Dolmen du Mas de Labat                |
| Dolmen de Brigailles               | Cieurac                              |                                                                                            |                                                       | |                                       |
| Dolmen de Hauteserre               | Cieurac                              |                                                                                            |                                                       | |                                       |
| Dolmen du Bois de Flaujac          | Cieurac                              |                                                                                            |                                                       | |                                       |
| Dolmen de Carriol                  | Concorès                             |                                                                                            |                                                       | |                                       |
| Dolmen de Peyrelongue              | Corn                                 |                                                                                            |                                                       | 44° 37′ 02″ N, 1° 53′ 59″ E | Dolmen de Peyrelongue                 |
| Dolmen du Pech d'Arsou             | Corn                                 |                                                                                            |                                                       | 44° 36′ 39″ N, 1° 52′ 45″ E | Dolmen du Pech d'Arsou                |
| Dolmens d'Auriac                   | Corn                                 | 3 dolmens, dolmen no 3 incertain                                                           |                                                       | Dolmen no 1 44° 35′ 37″ N, 1° 53′ 05″ E Dolmen no 2 44° 35′ 30″ N, 1° 52′ 52″ E Dolmen no 3? 44° 35′ 35″ N, 1° 52′ 55″ E | Dolmen d'Auriac no 1                  |
| Menhirs du Suquet                  | Corn                                 | 2 menhirs douteux                                                                          |                                                       | 44° 36′ 21″ N, 1° 52′ 21″ E |                                       |
| Dolmen du Mas de Parra             | Crégols                              | autres noms Dolmen de Pech Sec, Tombeu dau Gigant, Tombeau du Géant                        |                                                       | 44° 25′ 54″ N, 1° 42′ 30″ E | Dolmen du Mas de Parra                |
| Dolmen du Pech Daude               | Crégols                              |                                                                                            |                                                       | |                                       |
| Dolmen de la Babourie              | Cressensac                           |                                                                                            |                                                       | |                                       |
| La Tombe                           | Cressensac                           | dolmen                                                                                     |                                                       | |                                       |
| Dolmen du Pech                     | Cuzance                              | 5 tumulus satellites                                                                       |                                                       | |                                       |
| Dolmen d'Escazals                  | Durbans                              | dolmen double                                                                              |                                                       | |                                       |
| Dolmen de La Borie Grande          | Durbans                              |                                                                                            |                                                       | 44° 41′ 01″ N, 1° 44′ 47″ E |                                       |
| Dolmen des Combarols               | Durbans                              | autre nom Dolmen de Peyre de l'Homme                                                       | Inscrit MH (2011)                                     | 44° 41′ 30″ N, 1° 47′ 11″ E | Dolmen des Combarols                  |
| Dolmens des Roques                 | Durbans                              | 2 dolmens                                                                                  | Dolmen no 2 · Inscrit MH (2012)                       | Dolmen no 1 44° 41′ 30″ N, 1° 47′ 52″ E Dolmen no 2 44° 41′ 31″ N, 1° 47′ 54″ E | Dolmen des Roques                     |
| Dolmen de Verdier-Petit            | Durbans                              | autre nom Dolmen de Ladignac                                                               |                                                       | 44° 40′ 37″ N, 1° 46′ 58″ E | Dolmen de Verdier-Petit               |
| Dolmen du Cornouiller              | Durbans                              |                                                                                            |                                                       | |                                       |
| Dolmen des Nouelles                | Escamps                              |                                                                                            |                                                       | 44° 21′ 41″ N, 1° 35′ 39″ E | Dolmen des Nouelles                   |
| Dolmen des Méligues                | Esclauzels                           |                                                                                            |                                                       | |                                       |
| Dolmen de Coste Pialade            | Espagnac-Sainte-Eulalie              | autre nom Tombe de César                                                                   |                                                       | 44° 35′ 48″ N, 1° 52′ 03″ E | Dolmen de Coste Pialade               |
| Dolmens de Cavagnès                | Espagnac-Sainte-Eulalie              | 2 dolmens                                                                                  |                                                       | 44° 36′ 17″ N, 1° 51′ 53″ E 44° 36′ 18″ N, 1° 51′ 54″ E | Dolmen de Cavagnès no 1               |
| Dolmen de l'Artillou               | Espédaillac                          |                                                                                            |                                                       | 44° 36′ 59″ N, 1° 47′ 13″ E | Dolmen du Mas de l'Artillou           |
| Dolmen de Peyrefit                 | Espédaillac                          |                                                                                            |                                                       | 44° 37′ 18″ N, 1° 47′ 28″ E | Dolmen de Peyrefit                    |
| Dolmen de Place del Sol            | Espédaillac                          | autres noms Pierre Levée ; Peyrière                                                        |                                                       | 44° 38′ 41″ N, 1° 46′ 50″ E | Dolmen de Place du Sol                |
| Dolmens de Ginouillac              | Espédaillac                          | 2 dolmens                                                                                  | 1 détruit                                             | 44° 35′ 48″ N, 1° 46′ 27″ E | Dolmen de Ginouillac                  |
| Dolmens du Pech Ventoux            | Espédaillac                          | 2 dolmens                                                                                  |                                                       | 44° 38′ 11″ N, 1° 48′ 03″ E | Dolmen de Pech Ventoux                |
| Dolmen de Ferrières                | Faycelles                            |                                                                                            |                                                       | 44° 34′ 27″ N, 1° 59′ 38″ E | Dolmen des Ferrières                  |
| Dolmen du Mas de Bessières         | Faycelles                            |                                                                                            |                                                       | 44° 33′ 25″ N, 1° 58′ 12″ E | Dolmen du Mas de Bessières            |
| Pierre Levée                       | Faycelles                            |                                                                                            |                                                       | 44° 33′ 14″ N, 1° 58′ 54″ E | Pierre levée                          |
| Dolmen de la Lécune                | Flaugnac                             | autre nom Les Trois Pierres                                                                |                                                       | |                                       |
| Dolmen des Sadouilles,             | Flaujac-Gare                         |                                                                                            |                                                       | 44° 42′ 32″ N, 1° 45′ 06″ E | Dolmen des Sadouilles                 |
| Dolmen des Mazuquarts              | Flaujac-Gare                         | 2 dolmens                                                                                  |                                                       | 44° 42′ 21″ N, 1° 45′ 10″ E |                                       |
| Dolmens des Escabasses             | Flaujac-Gare                         | 3 dolmens                                                                                  | 1 détruit                                             | 44° 43′ 02″ N, 1° 47′ 45″ E 44° 42′ 59″ N, 1° 47′ 37″ E | Dolmen des Escabasses                 |
| Le Triadou                         | Flaujac-Gare                         |                                                                                            |                                                       | |                                       |
| Dolmen de Camp del Prieu           | Floirac                              | autre nom Peyrelevade                                                                      |                                                       | 44° 54′ 47″ N, 1° 40′ 54″ E |                                       |
| Dolmens de Candare                 | Floirac                              | 2 dolmens                                                                                  |                                                       | 44° 53′ 30″ N, 1° 40′ 58″ E 44° 53′ 28″ N, 1° 40′ 53″ E |                                       |
| Dolmen de la Combe de Xey          | Floirac                              |                                                                                            |                                                       | 44° 54′ 25″ N, 1° 41′ 02″ E |                                       |
| Dolmen de Cloup de Roual           | Floirac                              |                                                                                            |                                                       | 44° 53′ 35″ N, 1° 41′ 45″ E |                                       |
| Dolmen des Roucailles              | Floirac                              |                                                                                            |                                                       | |                                       |
| Dolmen d'Uffande                   | Floirac                              |                                                                                            |                                                       | 44° 55′ 03″ N, 1° 40′ 52″ E |                                       |
| Dolmen du Pech-Cayrou              | Floirac                              |                                                                                            |                                                       | 44° 54′ 18″ N, 1° 40′ 24″ E |                                       |
| Dolmens des Barthes                | Floirac                              | 2 dolmens                                                                                  |                                                       | 44° 53′ 45″ N, 1° 40′ 25″ E 44° 53′ 36″ N, 1° 40′ 31″ E |                                       |
| Dolmen de Combescure               | Fontanes-du-Causse                   | autre nom Dolmen du Douyounet                                                              |                                                       | 44° 40′ 17″ N, 1° 38′ 22″ E | Dolmen du Douyounet                   |
| Dolmen de Pierre-Basse             | Fontanes-du-Causse                   |                                                                                            |                                                       | | Dolmen de Pierre-Basse                |
| Pierre Levée de Nougayrac          | Fontanes-du-Causse                   |                                                                                            | Classé MH (1989)                                      | 44° 39′ 48″ N, 1° 41′ 49″ E | Pierre Levée de Nougayrac             |
| Dolmen de Vigne Vieille            | Frontenac                            |                                                                                            |                                                       | |                                       |
| Dolmen des Cloups                  | Ginouillac                           |                                                                                            | Classé MH (1973)                                      | 44° 43′ 26″ N, 1° 32′ 12″ E | Dolmen des Cloups                     |
| Dolmen du Cayrou de L'Homme Mort   | Gintrac                              |                                                                                            |                                                       | 44° 52′ 23″ N, 1° 45′ 33″ E |                                       |
| Dolmen du Pech de Bétou            | Gintrac                              |                                                                                            |                                                       | |                                       |
| Dolmen des Trois Pierres           | Goujounac                            | autre nom Dolmen de Gagnoulat                                                              |                                                       | |                                       |
| Dolmen de Costeraste               | Gourdon                              |                                                                                            |                                                       | 44° 42′ 22″ N, 1° 20′ 37″ E |                                       |
| Dolmen de Bouyé                    | Gramat                               | autre nom Dolmen des Rougières                                                             |                                                       | 44° 46′ 23″ N, 1° 44′ 39″ E | Dolmen de Bouyé                       |
| Dolmen de la Crouzate              | Gramat                               |                                                                                            |                                                       | |                                       |
| Dolmen de Picarel                  | Gramat                               |                                                                                            |                                                       | |                                       |
| Dolmen de Saint-Chignes            | Gramat                               |                                                                                            |                                                       | 44° 44′ 57″ N, 1° 45′ 37″ E | de Saint-Chignes                      |
| Dolmen des Plassous                | Gramat                               | autres noms Dolmen des Aspes, Dolmen de Pissebas                                           | Classé MH (1889)                                      | 44° 46′ 22″ N, 1° 41′ 23″ E | Dolmen des Plassous                   |
| Dolmen du Terrou                   | Gramat                               |                                                                                            |                                                       | 44° 46′ 27″ N, 1° 45′ 43″ E |                                       |
| Dolmens de Bournerie               | Gramat                               | 4 dolmens,                                                                                 |                                                       | |                                       |
| Dolmens de Courtille               | Gramat                               | 2 dolmens                                                                                  |                                                       | 44° 43′ 30″ N, 1° 45′ 18″ E | Dolmen de Courtille                   |
| Dolmen du Pech de Grammont         | Gramat                               |                                                                                            | Inscrit MH (2012)                                     | 44° 47′ 06″ N, 1° 40′ 15″ E | Dolmen du Pech de Grammont            |
| Dolmen de Champs Cayroux           | Gréalou                              | autre nom : Dolmen de Campayroux                                                           |                                                       | 44° 32′ 00″ N, 1° 54′ 19″ E | Dolmen de Champs Cayroux              |
| Dolmen de Ganil                    | Gréalou                              |                                                                                            | Inscrit MH (2011)                                     | 44° 32′ 07″ N, 1° 54′ 10″ E | Dolmen de Ganil                       |
| Dolmen des Aguals                  | Gréalou Également sur Montbrun       | autre nom Dolmen de la Combe de l'Ours                                                     | Inscrit MH (2001),                                    | 44° 31′ 44″ N, 1° 53′ 40″ E | Dolmen des Aguals                     |
| Dolmen des Vandourgues             | Gréalou                              | autre nom Dolmen du Mas-Mondieu                                                            |                                                       | 44° 31′ 40″ N, 1° 51′ 15″ E | Dolmen des Vandourgues                |
| Dolmen de Trégodinasse             | Gréalou                              |                                                                                            | détruit                                               | |                                       |
| Dolmen du Chenil                   | Gréalou                              | autre nom Dolmen de Senil                                                                  |                                                       | 44° 31′ 47″ N, 1° 51′ 20″ E | Dolmen du Chenil                      |
| Dolmen du Puy Manau                | Gréalou                              |                                                                                            | détruit                                               | |                                       |
| Dolmens de Pech Laglaire           | Gréalou                              | 3 dolmens autre nom Dolmens du Mas-de-Pégouriès                                            | Dolmens no 1 et 2 · Classé MH (1978)                  | Dolmen no 1 44° 32′ 05″ N, 1° 51′ 45″ E Dolmen no 2 44° 32′ 05″ N, 1° 51′ 56″ E Dolmen no 3 44° 31′ 58″ N, 1° 52′ 00″ E | Dolmen de Pech Laglaire no 3          |
| Menhir du Cayre                    | Gréalou                              | authenticité douteuse                                                                      |                                                       | |                                       |
| Menhir du Verdier                  | Gréalou                              | authenticité douteuse                                                                      |                                                       | |                                       |
| Dolmen de Custalou                 | Grèzes                               |                                                                                            | Classé MH (1965)                                      | 44° 37′ 30″ N, 1° 48′ 49″ E | Dolmen du Custalou                    |
| Dolmen de Ligoussou                | Grèzes                               | autre nom Dolmen du Champ des Granges                                                      |                                                       | 44° 36′ 35″ N, 1° 51′ 04″ E | Dolmen de Ligoussou                   |
| Dolmen du Cloup-de-Périès          | Grèzes                               | autre nom Dolmen des Ramades                                                               |                                                       | 44° 37′ 01″ N, 1° 49′ 40″ E | Dolmen du Cloup-de-Periès             |
| Dolmen du Lac de Lapeyre           | Grèzes                               |                                                                                            |                                                       | 44° 37′ 14″ N, 1° 48′ 26″ E | Dolmen du Lac de Lapeyre              |
| Dolmen de Gary                     | Issendolus                           | autre nom Dolmen des Combes                                                                |                                                       | 44° 44′ 51″ N, 1° 46′ 05″ E |                                       |
| Dolmen de la Beaune                | Issendolus                           | autre nom Pierre Levée                                                                     | Classé MH (1988)                                      | 44° 44′ 30″ N, 1° 48′ 18″ E | Dolmen de la Baune                    |
| Pierre-Levée de Lacoste            | Issendolus                           |                                                                                            |                                                       | 44° 45′ 04″ N, 1° 45′ 51″ E |                                       |
| Dolmen de Souilhol                 | Issendolus                           |                                                                                            |                                                       | 44° 44′ 28″ N, 1° 45′ 52″ E |                                       |
| Dolmens de Gabaudet                | Issendolus                           | 2 dolmens                                                                                  | Classé MH (1934)                                      | Dolmen no 1 44° 42′ 54″ N, 1° 45′ 05″ E Dolmen no 2 44° 42′ 50″ N, 1° 45′ 11″ E | Dolmen du Gabaudet no 1               |
| Dolmen de la Fontsarade            | Issendolus                           |                                                                                            |                                                       | |                                       |
| Dolmen des Broustaillats           | Issendolus                           |                                                                                            |                                                       | |                                       |
| Dolmen du Pech Héritier            | Issendolus                           |                                                                                            |                                                       | |                                       |
| Dolmens du Causse de Gabaudet      | Issendolus                           | 2 dolmens                                                                                  |                                                       | |                                       |
| Dolmen des Jasses                  | Labastide-Marnhac                    | autre nom Dolmen de Peyre Levade                                                           |                                                       | 44° 22′ 41″ N, 1° 21′ 40″ E |                                       |
| Dolmens du Pech de Gourbières      | Lacave                               | 2 dolmens                                                                                  |                                                       | |                                       |
| Menhir de la Borie Sèche           | Lacave                               | authenticité probable                                                                      |                                                       | |                                       |
| Dolmen de la Croix Blanche         | Lachapelle-Auzac                     |                                                                                            |                                                       | 44° 55′ 25″ N, 1° 29′ 25″ E |                                       |
| Dolmen du Pas de l'Arche           | Lachapelle-Auzac                     |                                                                                            |                                                       | |                                       |
| Dolmens du Bois Nègre              | Lachapelle-Auzac                     | 2 dolmens                                                                                  | 1 ruiné                                               | |                                       |
| Dolmen de Balach                   | Lalbenque                            |                                                                                            |                                                       | |                                       |
| Dolmen de la Borie Rouge           | Lalbenque                            | autre nom Dolmen de Peyrelevade                                                            |                                                       | |                                       |
| Dolmen de la Pierre-Levée          | Lalbenque                            |                                                                                            |                                                       | 44° 19′ 31″ N, 1° 34′ 34″ E |                                       |
| Dolmen de Marcenac                 | Lalbenque                            |                                                                                            |                                                       | |                                       |
| Dolmen de Pélissié                 | Lalbenque                            |                                                                                            |                                                       | |                                       |
| Dolmens des Places                 | Lalbenque                            | 2 dolmens                                                                                  |                                                       | |                                       |
| Dolmens du Cuzoul                  | Lalbenque                            | 3 dolmens                                                                                  | 1 détruit                                             | |                                       |
| Dolmen du Lebat                    | Lalbenque                            |                                                                                            |                                                       | |                                       |
| Dolmen de Marcillac                | Lamothe-Fénelon                      | autre nom Le Tombeau Gaulois                                                               |                                                       | |                                       |
| Dolmen de Gimel,                   | Lanzac                               | autre nom Dolmen de Cieurac                                                                |                                                       | 44° 53′ 12″ N, 1° 27′ 31″ E | Dolmen des Cartayroux                 |
| Dolmen de Grèzelade                | Lanzac                               |                                                                                            |                                                       | |                                       |
| Dolmen du Causse                   | Laramière                            |                                                                                            |                                                       | |                                       |
| Dolmen du Cloup de la Reyne        | Laramière                            | autre nom Dolmen du Pech de la Grèze                                                       |                                                       | |                                       |
| Dolmen du Grand Cazalou            | Laramière                            |                                                                                            |                                                       | |                                       |
| Dolmens de la Borie du Bois        | Laramière                            | 2 dolmens autre nom Dolmen de Peyro Levado (dolmen no 1)                                   | Classé MH (1984)                                      | 44° 21′ 01″ N, 1° 50′ 39″ E | Dolmen de la Peyro Levado             |
| Dolmens de Marcigaliet             | Laramière                            | 6 dolmens                                                                                  | Classé MH (1989) · (dolmen no 1)                      | 44° 21′ 51″ N, 1° 51′ 10″ E 44° 21′ 37″ N, 1° 51′ 08″ E | Dolmen de Marcigaliet no 1            |
| Dolmens des Grésals                | Laramière                            | 2 dolmens                                                                                  |                                                       | |                                       |
| Dolmens du Cazalou                 | Laramière                            | 3 dolmens                                                                                  | détruits                                              | |                                       |
| Dolmen de Cargoulet                | Larnagol                             | autre nom Dolmen du Mas du Comte                                                           |                                                       | 44° 30′ 41″ N, 1° 46′ 31″ E | Dolmen de Cargoulet                   |
| Dolmen de Peyro Clabado            | Larnagol                             | autre nom Dolmen du Mas de Jeantou no 1                                                    |                                                       | 44° 29′ 31″ N, 1° 45′ 06″ E | Dolmen de Peyro Clabado               |
| Dolmen de Peyro Cotado             | Larnagol                             | autre nom Dolmen du Mas de Jeantou no 2                                                    | Classé MH (1989)                                      | 44° 29′ 33″ N, 1° 45′ 12″ E | Dolmen de Peyro Cotado                |
| Dolmen de Lalbrade                 | Larnagol                             | autre nom : Dolmen du Mas de Jeantou no 4                                                  |                                                       | 44° 29′ 32″ N, 1° 44′ 56″ E |                                       |
| Dolmen de la Fumade                | Larroque-Toirac                      |                                                                                            |                                                       | 44° 31′ 19″ N, 1° 55′ 34″ E | Dolmen de la Fumade                   |
| Dolmen du Pech Raynal              | Larroque-Toirac                      |                                                                                            |                                                       | 44° 31′ 30″ N, 1° 55′ 27″ E |                                       |
| Dolmens du Pech de Molinié         | Larroque-Toirac                      | 2 dolmens                                                                                  |                                                       | 44° 31′ 21″ N, 1° 55′ 23″ E | Dolmen Pech de Molinié                |
| Dolmen de Surgès                   | Lavercantière Également sur Thédirac |                                                                                            | Inscrit MH (2014)                                     | 44° 37′ 13″ N, 1° 18′ 17″ E |                                       |
| Dolmen du Touron,                  | Lavercantière                        |                                                                                            |                                                       | |                                       |
| Dolmens du Pech de Bourbous        | Lauzès                               | 2 dolmens                                                                                  |                                                       | |                                       |
| Pierre Levée                       | Lentillac-du-Causse                  | autre nom Dolmen de Peyrelevade                                                            | Classé MH (1989)                                      | 44° 33′ 11″ N, 1° 38′ 52″ E | Domen de Peyrelevade                  |
| Dolmen des Bouygues                | Lentillac-du-Causse                  |                                                                                            |                                                       | 44° 33′ 01″ N, 1° 38′ 43″ E |                                       |
| Dolmens de Roquebert               | Les Junies                           | 2 dolmens                                                                                  | ruinés                                                | |                                       |
| Les Trois Pierres                  | Les Junies                           | dolmen autre nom Dolmen de Quetty                                                          |                                                       | 44° 31′ 57″ N, 1° 13′ 02″ E |                                       |
| Menhirs de Roquebert               | Les Junies                           | authenticité douteuse                                                                      |                                                       | 44° 31′ 21″ N, 1° 13′ 23″ E |                                       |
| Dolmen des Barthes                 | Lherm                                |                                                                                            | ruiné                                                 | |                                       |
| Dolmen d'Agranel                   | Limogne-en-Quercy                    | Autre nom dolmen du Bosc 1                                                                 | Classé MH (1959)                                      | 44° 24′ 58″ N, 1° 47′ 05″ E | Dolmen d'Agranel                      |
| Dolmen de Ferrières-Haut           | Limogne-en-Quercy                    |                                                                                            | Classé MH (1959)                                      | 44° 22′ 54″ N, 1° 44′ 26″ E | Dolmen de Ferrières-Haut              |
| Dolmen de Joncas                   | Limogne-en-Quercy                    |                                                                                            | Inscrit MH (1959)                                     | 44° 23′ 24″ N, 1° 45′ 07″ E | Dolmen de Joncas                      |
| Dolmen de la Pierre-Levée          | Limogne-en-Quercy                    |                                                                                            |                                                       | |                                       |
| Dolmen de Pajot                    | Limogne-en-Quercy                    | Autre nom mas de Rolland                                                                   | Classé MH (1959)                                      | 44° 23′ 16″ N, 1° 46′ 48″ E | Dolmen de Pajot                       |
| Dolmen de Pech-Lapeyre             | Limogne-en-Quercy                    | autre nom Dolmen du Lac d'Aurié                                                            | Classé MH (1889)                                      | 44° 24′ 07″ N, 1° 45′ 08″ E | Dolmen de Pech-Lapeyre                |
| Dolmen du Pech de Mazuc            | Limogne-en-Quercy                    | ou Pech Mazut                                                                              | ruiné                                                 | |                                       |
| Dolmen du Cayrou Gros              | Limogne-en-Quercy                    |                                                                                            |                                                       | 44° 23′ 50″ N, 1° 49′ 52″ E |                                       |
| Dolmen de Boudoulou                | Livernon                             |                                                                                            |                                                       | 44° 39′ 57″ N, 1° 50′ 09″ E |                                       |
| Dolmen de la Croze                 | Livernon                             | autre nom Dolmen de Pech Mage                                                              |                                                       | 44° 38′ 04″ N, 1° 52′ 12″ E | Dolmen de La Croze                    |
| Dolmen de la Cun                   | Livernon                             |                                                                                            |                                                       | 44° 38′ 08″ N, 1° 52′ 37″ E | Dolmen du Cun                         |
| Dolmen de la Pierre Martine        | Livernon                             |                                                                                            | Inscrit MH (1889)                                     | 44° 39′ 39″ N, 1° 49′ 15″ E | Pierre Martine                        |
| Dolmen de Peych Peyroux            | Livernon                             | autre nom Dolmen des Pouzats                                                               | Inscrit MH (1980)                                     | 44° 37′ 16″ N, 1° 52′ 12″ E | Dolmen des Pouzats                    |
| Dolmen de Prentegarde              | Livernon                             |                                                                                            | détruit                                               | |                                       |
| Dolmen de la Rougié                | Livernon                             | autre nom : Dolmen du Boyme                                                                |                                                       | 44° 39′ 41″ N, 1° 49′ 14″ E | Dolmen de Rougié                      |
| Dolmen du Mas de Tourelle          | Livernon                             |                                                                                            |                                                       | 44° 37′ 44″ N, 1° 51′ 09″ E | Dolmen du Mas de Tourelle             |
| Dolmens de la Terre                | Livernon                             | 2 dolmens                                                                                  |                                                       | 44° 37′ 58″ N, 1° 53′ 22″ E 44° 38′ 16″ N, 1° 53′ 23″ E | Dolmen de la Terre no 1               |
| Dolmens de Vichelle                | Livernon et Espédaillac              | 3 dolmens, no 2 sur Espédaillac                                                            |                                                       | 44° 38′ 42″ N, 1° 48′ 37″ E |                                       |
| Dolmens du Cloup Caoud             | Livernon                             | 2 dolmens                                                                                  |                                                       | 44° 38′ 04″ N, 1° 52′ 39″ E 44° 38′ 02″ N, 1° 52′ 40″ E | Dolmen no 1                           |
| Menhir de Bélinac                  | Livernon                             |                                                                                            | Classé MH (1978)                                      | 44° 38′ 07″ N, 1° 51′ 32″ E | Menhir de Bélinac                     |
| Cayrou de l'Homme Mort             | Loubressac                           | dolmen                                                                                     |                                                       | |                                       |
| Dolmen d'Horaste                   | Loubressac                           |                                                                                            |                                                       | 44° 51′ 07″ N, 1° 48′ 14″ E |                                       |
| Dolmen de Croix Hélène             | Loubressac                           | autre nom Dolmen des Breilles                                                              |                                                       | 44° 51′ 37″ N, 1° 45′ 57″ E |                                       |
| Dolmen de Lacam                    | Loubressac                           |                                                                                            | détruit                                               | |                                       |
| Dolmen des Galupes                 | Loubressac                           |                                                                                            |                                                       | |                                       |
| Dolmen du Pech du Cayrou           | Loubressac                           |                                                                                            | détruit                                               | |                                       |
| Dolmen du Petit Rouquet            | Loubressac                           |                                                                                            |                                                       | |                                       |
| Dolmens de Pech Plumet             | Loubressac                           | 2 dolmens                                                                                  |                                                       | 44° 51′ 15″ N, 1° 46′ 11″ E 44° 51′ 16″ N, 1° 46′ 29″ E | Dolmen de Pech Plumet A               |
| Dolmens du Siran                   | Loubressac                           | 3 dolmens                                                                                  | 1 détruit                                             | |                                       |
| Dolmen de la Terre de Lacoste      | Loubressac                           |                                                                                            |                                                       | 44° 51′ 45″ N, 1° 45′ 28″ E |                                       |
| Dolmen des Combes Nègres           | Lugagnac                             |                                                                                            |                                                       | 44° 24′ 45″ N, 1° 42′ 26″ E | Dolmen des Combes Nègres              |
| Dolmen du Mas de Rastouillet       | Lugagnac                             | autre nom Grezo-de-Pouèto                                                                  |                                                       | 44° 25′ 22″ N, 1° 44′ 18″ E | Dolmen du Mas de Rastouillet          |
| Dolmen de la Devèze                | Marcilhac-sur-Célé                   |                                                                                            | Inscrit MH (1997)                                     | 44° 32′ 28″ N, 1° 45′ 07″ E | Dolmen de la Devèze                   |
| Dolmen de Majourals                | Marcilhac-sur-Célé                   | autre nom : Dolmen de Cune                                                                 |                                                       | 44° 32′ 13″ N, 1° 48′ 48″ E | Dolmen de Majourals                   |
| Dolmen des Combes-Hautes           | Marcilhac-sur-Célé                   | autre nom Dolmen de Pailhès-Nord                                                           |                                                       | 44° 34′ 03″ N, 1° 45′ 43″ E | Dolmen des Combes-Hautes              |
| Dolmen de Pech Peyrous             | Marcilhac-sur-Célé                   |                                                                                            |                                                       | 44° 34′ 02″ N, 1° 45′ 33″ E |                                       |
| Dolmen du Bout de la Combe         | Marcilhac-sur-Célé                   | autre nom Dolmen de Péchaud                                                                |                                                       | 44° 32′ 52″ N, 1° 48′ 03″ E | Dolmen de Péchaud                     |
| Dolmen du Cloup de Payrol          | Marcilhac-sur-Célé                   | autre nom : Dolmen de Pechen                                                               |                                                       | 44° 32′ 52″ N, 1° 47′ 39″ E | Dolmen du Cloup de Payrol             |
| Dolmen Mas Jean-Blanc              | Marcilhac-sur-Célé                   | autre nom Dolmen de la Borie-Haute                                                         |                                                       | 44° 33′ 06″ N, 1° 48′ 09″ E | Dolmen Mas Jean-Blanc                 |
| Dolmens de la Combe de Saule       | Marcilhac-sur-Célé                   | 3 dolmens                                                                                  | Dolmen no 2 · Inscrit MH (2012)                       | Dolmen no 1 44° 32′ 19″ N, 1° 48′ 54″ E Dolmen no 2 44° 32′ 24″ N, 1° 48′ 53″ E Dolmen no 3 44° 32′ 31″ N, 1° 48′ 49″ E | Dolmen de la Combe de Saule no 2      |
| Dolmens de Pourquayret             | Marcilhac-sur-Célé et Saint-Sulpice  | 2 dolmens,                                                                                 |                                                       | Dolmen no 1 44° 33′ 15″ N, 1° 47′ 42″ E | Dolmen de Pourquayret                 |
| Dolmens des Devinaudes             | Meyronne                             | 2 dolmens et un tumulus                                                                    |                                                       | |                                       |
| Dolmen de Gniars                   | Miers                                | autre nom Dolmen de Ferrières                                                              |                                                       | 44° 52′ 37″ N, 1° 42′ 13″ E |                                       |
| Dolmen de la Carture               | Miers                                |                                                                                            |                                                       | 44° 51′ 41″ N, 1° 41′ 15″ E |                                       |
| Dolmen de la Borie de Lalé         | Miers                                |                                                                                            |                                                       | |                                       |
| Dolmen de Moussié                  | Miers                                |                                                                                            |                                                       | |                                       |
| Dolmen de Peyrebru                 | Miers                                |                                                                                            |                                                       | 44° 53′ 00″ N, 1° 41′ 45″ E | Dolmen de Peyrebru                    |
| Dolmen du Pech de Blasset          | Miers                                |                                                                                            |                                                       | |                                       |
| Dolmen du Pech des Auques          | Miers                                |                                                                                            |                                                       | 44° 52′ 26″ N, 1° 40′ 20″ E |                                       |
| Dolmens des Barrières              | Miers                                | 3 dolmens autre nom Dolmen de la Pierre-Levée (dolmen no 3)                                | Dolmen no 3 · Inscrit MH (2012)                       | 44° 52′ 12″ N, 1° 41′ 23″ E 44° 52′ 08″ N, 1° 41′ 02″ E | Barrières dolmen no 2                 |
| Dolmens des Fieux                  | Miers                                | 2 dolmens                                                                                  |                                                       | 44° 52′ 47″ N, 1° 41′ 36″ E | Dolmens des Fieux                     |
| Dolmen du Mas de Gabat             | Montbrun                             |                                                                                            |                                                       | 44° 30′ 50″ N, 1° 53′ 24″ E |                                       |
| Dolmen du Pech Joli                | Montbrun                             |                                                                                            |                                                       | 44° 31′ 03″ N, 1° 54′ 10″ E |                                       |
| Dolmen du Pech Roubert             | Montbrun                             |                                                                                            |                                                       | 44° 31′ 00″ N, 1° 53′ 04″ E | Dolmen du Pech Roubert                |
| Dolmen du Pech Soudens             | Montbrun                             |                                                                                            |                                                       | 44° 30′ 45″ N, 1° 54′ 55″ E |                                       |
| Dolmens de la Combe de l'Ours      | Montbrun                             | 2 dolmens                                                                                  |                                                       | 44° 31′ 46″ N, 1° 53′ 56″ E 44° 31′ 35″ N, 1° 53′ 59″ E | Dolmen de la Combe de l'Ours no 1     |
| Dolmens du Pech de Montbrun        | Montbrun                             | 2 dolmens,                                                                                 |                                                       | 44° 31′ 22″ N, 1° 54′ 31″ E 44° 31′ 12″ N, 1° 54′ 25″ E |                                       |
| Communal de Bèzes                  | Montcabrier                          | menhir probable                                                                            |                                                       | |                                       |
| Dolmen de Roland                   | Montcuq                              | autre nom Dolmen de Font Auda                                                              |                                                       | 44° 22′ 04″ N, 1° 11′ 23″ E |                                       |
| Dolmen du Pech Nadal               | Montcuq                              | autre nom Dolmen de Tartugier                                                              |                                                       | 44° 18′ 59″ N, 1° 15′ 07″ E |                                       |
| Peyro del Joyon                    | Montcuq                              | dalle en mouvement ? menhir abattu ?                                                       |                                                       | |                                       |
| Dolmen de Cambajou                 | Montfaucon                           |                                                                                            |                                                       | 44° 40′ 18″ N, 1° 37′ 10″ E | Dolmen de Cambajou                    |
| Dolmen de la Pechette              | Montfaucon                           |                                                                                            |                                                       | 44° 41′ 06″ N, 1° 33′ 39″ E |                                       |
| Dolmen de la Pierre Basse          | Montfaucon                           |                                                                                            |                                                       | 44° 40′ 28″ N, 1° 36′ 26″ E | Dolmen de la Pierre Basse             |
| Dolmen de la Pierre Haute          | Montfaucon                           | autre nom Dolmen de Prentegarde                                                            |                                                       | |                                       |
| Dolmen des Places                  | Montfaucon                           |                                                                                            | détruit                                               | |                                       |
| Dolmen du Causse de Lapèze         | Montfaucon                           | autre nom Dolmen de Crabilières                                                            | détruit                                               | |                                       |
| Dolmen du Frau                     | Montfaucon                           |                                                                                            |                                                       | |                                       |
| Pierre levée du Pech des Lèbres    | Montfaucon                           | menhir probable                                                                            |                                                       | 44° 41′ 44″ N, 1° 37′ 42″ E |                                       |
| Menhir de Courtis                  | Montgesty                            |                                                                                            |                                                       | 44° 34′ 08″ N, 1° 18′ 12″ E |                                       |
| Dolmen de Barrade                  | Montvalent                           |                                                                                            |                                                       | 44° 52′ 36″ N, 1° 39′ 23″ E |                                       |
| Dolmen de Barthe Soubronne         | Montvalent                           |                                                                                            |                                                       | 44° 51′ 49″ N, 1° 39′ 36″ E |                                       |
| Dolmen de la Pélasse               | Montvalent                           |                                                                                            |                                                       | 44° 51′ 40″ N, 1° 38′ 02″ E |                                       |
| Dolmen de la Salardie              | Montvalent                           |                                                                                            |                                                       | 44° 51′ 18″ N, 1° 38′ 14″ E |                                       |
| Dolmen de Liade                    | Montvalent                           |                                                                                            | ruiné                                                 | 44° 52′ 20″ N, 1° 38′ 34″ E |                                       |
| Dolmen de Roque de Cor             | Montvalent                           |                                                                                            |                                                       | |                                       |
| Dolmen des Placels                 | Montvalent                           |                                                                                            |                                                       | 44° 51′ 00″ N, 1° 38′ 43″ E |                                       |
| Dolmen du Roc de Corn              | Montvalent                           |                                                                                            |                                                       | |                                       |
| Dolmens du Bois de Turenne         | Montvalent                           | 5 dolmens                                                                                  | 1 ruiné                                               | |                                       |
| Peyro Lebado                       | Nadillac                             | vestiges indéterminés                                                                      |                                                       | |                                       |
| Dolmens du Moulin                  | Orniac                               | 2 dolmens                                                                                  | ruinés                                                | |                                       |
| Dolmen d'Andrieu                   | Padirac                              | autre nom Dolmen du Champ de Monsieur                                                      |                                                       | 44° 51′ 22″ N, 1° 44′ 29″ E |                                       |
| Dolmen d'Escurettes                | Padirac                              |                                                                                            |                                                       | 44° 51′ 18″ N, 1° 44′ 38″ E |                                       |
| Dolmen de Bougoulat                | Padirac                              |                                                                                            |                                                       | 44° 51′ 54″ N, 1° 46′ 59″ E |                                       |
| Dolmen de la Terre de Lacoste      | Padirac                              |                                                                                            |                                                       | |                                       |
| Dolmen de la Truffière             | Padirac                              |                                                                                            | détruit                                               | |                                       |
| Dolmen des Calcas                  | Padirac                              | 2 dolmens autre nom Dolmens de Penot                                                       |                                                       | 44° 51′ 04″ N, 1° 45′ 33″ E |                                       |
| Dolmen des Claouzelles             | Padirac                              |                                                                                            |                                                       | 44° 50′ 31″ N, 1° 45′ 10″ E |                                       |
| Dolmens des Pendus                 | Padirac                              | 3 dolmens                                                                                  | 1 détruit                                             | Dolmen 2 44° 51′ 20″ N, 1° 45′ 24″ E Dolmen 3 44° 51′ 15″ N, 1° 45′ 19″ E |                                       |
| Menhir du Lac de Garet             | Pinsac                               | authenticité probable                                                                      |                                                       | |                                       |
| Dolmen de la Bertrandoune          | Prayssac                             |                                                                                            | Inscrit MH (1988)                                     | 44° 31′ 42″ N, 1° 13′ 06″ E |                                       |
| Dolmen de Lacabru                  | Promilhanes                          |                                                                                            | détruit                                               | |                                       |
| Dolmen de Promilhanes              | Promilhanes                          |                                                                                            |                                                       | |                                       |
| Dolmens des Marroules              | Puyjourdes                           | 3 dolmens                                                                                  |                                                       | |                                       |
| Peyro Lebado                       | Puyjourdes                           | dolmen                                                                                     |                                                       | 44° 23′ 40″ N, 1° 51′ 40″ E |                                       |
| Dolmen de Bugadou                  | Reilhac                              |                                                                                            |                                                       | |                                       |
| Dolmen de la Grange des Rouquets,  | Reilhac                              |                                                                                            |                                                       | |                                       |
| Dolmen du Coudercou                | Reilhac                              |                                                                                            | détruit                                               | |                                       |
| Dolmen du Lac de Fargues           | Reilhac                              |                                                                                            |                                                       | |                                       |
| Dolmen du Moulin de la Vigne Haute | Reilhac                              |                                                                                            |                                                       | |                                       |
| Dolmen du Puits de Gabaudet        | Reilhac                              |                                                                                            | ruiné                                                 | |                                       |
| Dolmen des Fragives                | Reyrevignes                          |                                                                                            |                                                       | |                                       |
| Dolmen du Champ de Cuzer           | Reyrevignes                          |                                                                                            |                                                       | 44° 38′ 09″ N, 1° 53′ 56″ E | Dolmen du Champ-de-Cuzer              |
| Dolmens des Causses Hauts          | Reyrevignes                          | 2 dolmens                                                                                  |                                                       | 44° 39′ 18″ N, 1° 53′ 57″ E 44° 39′ 03″ N, 1° 53′ 45″ E | name=Dolmen des Causses Hauts no 1    |
| Dolmen des Bourruts                | Rignac                               |                                                                                            |                                                       | |                                       |
| Dolmen des Mandillas               | Rignac                               | autre nom Dolmen du Pech                                                                   |                                                       | |                                       |
| Dolmen de Baillot                  | Rocamadour                           | autre nom Dolmen de Salgues                                                                | détruit                                               | |                                       |
| Dolmen de la Rue                   | Rocamadour                           | autre nom Dolmen Les Plantoux                                                              |                                                       | 44° 49′ 45″ N, 1° 39′ 05″ E |                                       |
| Dolmen de Lacalm                   | Rocamadour                           |                                                                                            |                                                       | 44° 50′ 54″ N, 1° 39′ 14″ E |                                       |
| Dolmen de Magès                    | Rocamadour                           | autre nom Pierre-Levée de La Pannonie                                                      | Classé MH (1971)                                      | 44° 47′ 12″ N, 1° 36′ 48″ E | name=Dolmen de Magès                  |
| Dolmen des Campagnes               | Rocamadour                           |                                                                                            | ruiné,                                                | |                                       |
| Dolmen des Crouzols                | Rocamadour                           | autre nom Les Peyrades                                                                     | ruiné                                                 | |                                       |
| Dolmen des Places                  | Rocamadour                           |                                                                                            |                                                       | |                                       |
| Dolmen du Bois d'Alis              | Rocamadour                           |                                                                                            |                                                       | |                                       |
| Dolmen du Pech de Malmont          | Rocamadour                           |                                                                                            |                                                       | |                                       |
| Dolmen du Pouget                   | Rocamadour                           |                                                                                            |                                                       | 44° 49′ 42″ N, 1° 37′ 37″ E |                                       |
| Dolmens d'En Caminou               | Rocamadour                           | 2 dolmens                                                                                  | 1 ruiné                                               | 44° 47′ 58″ N, 1° 39′ 55″ E |                                       |
| Dolmens des Bascoules              | Rocamadour                           | 2 dolmens                                                                                  |                                                       | |                                       |
| Dolmens du Pech de Bourel          | Rocamadour                           | 2 dolmens                                                                                  | 1 détruit                                             | |                                       |
| Dolmens du Pech de Gourbière       | Rocamadour                           | 2 dolmens                                                                                  | 1 ruiné                                               | 44° 49′ 38″ N, 1° 35′ 50″ E |                                       |
| Dolmen de Cauraudou                | Saillac                              |                                                                                            |                                                       | |                                       |
| Dolmen des Clos Grands             | Saillac                              |                                                                                            | Inscrit MH (1959)                                     | 44° 19′ 33″ N, 1° 42′ 08″ E |                                       |
| Dolmen de Crouzelles               | Saillac                              | autre nom Dolmen de la Rouquette                                                           | Inscrit MH (1959)                                     | | Dolmen de Crouzelles                  |
| Dolmens de Dirau                   | Saillac également sur Varaire        | 3 dolmens                                                                                  | Dolmen no 2 · Inscrit MH (1959)                       | | Dolmen de Dirau                       |
| Dolmen du Pech Bayssou             | Saillac                              |                                                                                            |                                                       | |                                       |
| Menhir de Saillac                  | Saillac                              |                                                                                            |                                                       | 44° 19′ 55″ N, 1° 45′ 26″ E | Menhir de Saillac                     |
| Dolmens de la Pascale              | Saint-Chamarand                      | 2 dolmens                                                                                  | 1 ruiné                                               | |                                       |
| Dolmen d'Aubin                     | Saint-Chels                          |                                                                                            | Classé MH (1989)                                      | 44° 32′ 48″ N, 1° 48′ 48″ E | Dolmen d'Aubin                        |
| Dolmen de Cabrone                  | Saint-Chels                          |                                                                                            |                                                       | 44° 30′ 24″ N, 1° 47′ 07″ E | Dolmen de Cabrone                     |
| Dolmen de la Peyrière              | Saint-Chels                          |                                                                                            |                                                       | 44° 31′ 31″ N, 1° 51′ 02″ E |                                       |
| Dolmen des Agars                   | Saint-Chels                          |                                                                                            | Classé MH (1989)                                      | 44° 32′ 51″ N, 1° 49′ 03″ E | Dolmen des Agars                      |
| Dolmen de Saint-Bérot,             | Saint-Chels                          | autre nom : Dolmen des Strabols                                                            |                                                       | 44° 31′ 10″ N, 1° 50′ 06″ E | Dolmen des Strabols                   |
| Dolmen du Bout-de-la-Combe         | Saint-Chels                          | autre nom : Dolmen de Péchaud (sur Marcilhac)                                              |                                                       | | Dolmen du Bout-de-la-Combe            |
| Dolmen du Devès                    | Saint-Chels                          |                                                                                            |                                                       | |                                       |
| Dolmen du Mas de Pezet             | Saint-Chels                          |                                                                                            | Inscrit MH (1988)                                     | 44° 30′ 32″ N, 1° 48′ 05″ E | Dolmen du Mas de Pezet                |
| Dolmen du Pech d'Agaïo             | Saint-Chels                          |                                                                                            | Classé MH (1989)                                      | 44° 32′ 39″ N, 1° 49′ 00″ E | Dolmen du Pech d'Agaïo                |
| Dolmens du Pech de Mortayrol       | Saint-Géry                           | 2 dolmens                                                                                  | 1 ruiné                                               | |                                       |
| Dolmen de Griffié                  | Saint-Géry                           |                                                                                            |                                                       | |                                       |
| Dolmens de Pech-Seret              | Saint-Jean-de-Laur                   | 4 dolmens autre nom Dolmens des Bories                                                     |                                                       | 44° 25′ 19″ N, 1° 48′ 23″ E 44° 25′ 09″ N, 1° 48′ 16″ E | Dolmens de Pech-Seret                 |
| Menhir de Peyreficade              | Saint-Jean-Lagineste                 | autre nom Menhir de Peyrusse                                                               |                                                       | 44° 49′ 20″ N, 1° 52′ 05″ E | Menhir de Peyreficade                 |
| Dolmen du Causse de Bennes         | Saint-Jean-Lespinasse                |                                                                                            |                                                       | |                                       |
| Dolmen de Carbonié                 | Saint-Martin-Labouval                |                                                                                            | détruit                                               | |                                       |
| Dolmen de Choulbes                 | Saint-Martin-Labouval                |                                                                                            |                                                       | |                                       |
| Dolmen du Frau                     | Saint-Martin-Labouval                |                                                                                            |                                                       | |                                       |
| Dolmen de Nougayrac                | Saint-Martin-Labouval                |                                                                                            | ruiné                                                 | |                                       |
| Dolmens des Parts                  | Saint-Martin-Labouval                | 2 dolmens                                                                                  | 1 ruiné                                               | |                                       |
| Dolmens du Pech de Tuile           | Saint-Martin-Labouval                | 2 dolmens                                                                                  |                                                       | |                                       |
| Dolmen du Pech de Barrières        | Saint-Médard                         |                                                                                            |                                                       | |                                       |
| Peyro Lebado                       | Saint-Médard-de-Presque              | dolmen                                                                                     | détruit                                               | |                                       |
| Dolmen de Pierre Grosse            | Saint-Pierre-Toirac                  |                                                                                            |                                                       | 44° 32′ 21″ N, 1° 57′ 17″ E | Dolmen de Pierre Grosse               |
| Dolmen des Cazelles Longues        | Saint-Pierre-Toirac                  |                                                                                            |                                                       | 44° 32′ 40″ N, 1° 56′ 57″ E | Dolmen des Cazelles Longues           |
| Cromlech de Peyrebrune             | Saint-Projet                         |                                                                                            |                                                       | 44° 43′ 55″ N, 1° 29′ 55″ E |                                       |
| Dolmen de Rigou                    | Saint-Projet                         |                                                                                            |                                                       | |                                       |
| Dolmen des Roucous                 | Saint-Simon                          | autre nom Dolmen du Causse Dubert                                                          |                                                       | 44° 42′ 38″ N, 1° 49′ 49″ E | Dolmen des Roucous                    |
| Le Bois                            | Saint-Simon                          | Dolmen                                                                                     |                                                       | 44° 41′ 14″ N, 1° 49′ 15″ E |                                       |
| Dolmen du Rat                      | Saint-Sulpice                        |                                                                                            | Inscrit MH (2011)                                     | 44° 34′ 52″ N, 1° 46′ 56″ E | Dolmen du Rat                         |
| Menhir de la Pierre-Levée          | Saint-Vincent-Rive-d'Olt             |                                                                                            |                                                       | 44° 27′ 00″ N, 1° 16′ 47″ E |                                       |
| Dolmen du Pech Curet               | Salviac                              |                                                                                            |                                                       | 44° 41′ 45″ N, 1° 17′ 13″ E | Dolmen du Pech Curet                  |
| Dolmen du Cloup Prioun             | Sauliac-sur-Célé                     |                                                                                            | Inscrit MH (2012)                                     | 44° 30′ 17″ N, 1° 41′ 16″ E | Dolmen du Cloup Prioun                |
| Dolmen du Pech de la Garde         | Sauliac-sur-Célé                     |                                                                                            |                                                       | |                                       |
| Dolmen des Pouzols                 | Sauliac-sur-Célé                     | autre nom Dolmen de la Métairie-Basse                                                      |                                                       | 44° 33′ 30″ N, 1° 43′ 28″ E |                                       |
| Dolmen du Mas de Galdot            | Sauliac-sur-Célé                     |                                                                                            |                                                       | 44° 31′ 41″ N, 1° 43′ 27″ E | Dolmen du Mas de Galdot               |
| Dolmens des Cuzals                 | Sauliac-sur-Célé                     | 2 dolmens                                                                                  |                                                       | |                                       |
| Dolmen de Bartassou                | Sérignac                             |                                                                                            |                                                       | 44° 26′ 50″ N, 1° 04′ 32″ E |                                       |
| Dolmen de Pélatou                  | Sérignac                             |                                                                                            |                                                       | |                                       |
| Dolmen des Garroustes              | Sérignac                             |                                                                                            |                                                       | 44° 26′ 19″ N, 1° 06′ 24″ E | Dolmen des Garroustes                 |
| Dolmen d'Hiade Haute               | Sonac                                |                                                                                            |                                                       | 44° 40′ 59″ N, 1° 49′ 58″ E |                                       |
| Dolmen des Igues                   | Sonac                                |                                                                                            |                                                       | |                                       |
| Dolmen du Cazéla                   | Sonac                                |                                                                                            |                                                       | 44° 40′ 52″ N, 1° 49′ 43″ E |                                       |
| Dolmen des Fosses                  | Soucirac                             |                                                                                            | Classé MH (1989)                                      | 44° 42′ 10″ N, 1° 29′ 36″ E |                                       |
| Dolmen de la Forêt                 | Souillac                             | autre nom Dolmen Gouzou                                                                    |                                                       | |                                       |
| Dolmen Laval                       | Souillac                             |                                                                                            | Classé MH (1984)                                      | 44° 54′ 57″ N, 1° 27′ 17″ E |                                       |
| Dolmen des Tendous                 | Souillac                             |                                                                                            | ruiné                                                 | |                                       |
| Dolmen des Tessonnières            |                                      |                                                                                            |                                                       | |                                       |
| Dolmens de Bio Rouge               | Souillac                             | 2 dolmens                                                                                  |                                                       | |                                       |
| Dolmens de la Vaysselade           | Souillac                             | 4 dolmens                                                                                  | 1 ruiné                                               | |                                       |
| Pierre Levée                       | Teyssieu                             | dolmen                                                                                     | détruit                                               | |                                       |
| Dolmen de Surgès                   | Thédirac Également sur Lavercantière |                                                                                            | Inscrit MH (2013)                                     | 44° 37′ 13″ N, 1° 18′ 17″ E |                                       |
| Dolmen de la Cabroulate            | Thémines                             |                                                                                            |                                                       | |                                       |
| Dolmen des Places du Souc          | Thémines                             |                                                                                            | détruit                                               | |                                       |
| Dolmen du Pech de Lavayssière      | Thémines                             |                                                                                            |                                                       | |                                       |
| Sépulture de Roucadour,            | Thémines                             |                                                                                            |                                                       | |                                       |
| Dolmen de Fallière                 | Théminettes                          |                                                                                            |                                                       | |                                       |
| Dolmen de Salers                   | Théminettes                          | autre nom Dolmen des Places                                                                |                                                       | 44° 43′ 17″ N, 1° 50′ 31″ E | Dolmen de Salers                      |
| Dolmen du Mas du Causse            | Théminettes                          |                                                                                            |                                                       | |                                       |
| Dolmen du Roucadour                | Théminettes                          |                                                                                            |                                                       | |                                       |
| Dolmens du Peyry                   | Tour-de-Faure                        | 2 dolmens                                                                                  |                                                       | |                                       |
| Dolmens du Pech Lasserre           | Tour-de-Faure                        | 2 dolmens                                                                                  |                                                       | |                                       |
| Dolmen du Mas de Gobi              | Varaire                              | autre nom Dolmen du Mas de Coti                                                            |                                                       | 44° 21′ 31″ N, 1° 43′ 56″ E | Dolmen du Mas de Gobi                 |
| Dolmen de Jouaret                  | Vaylats                              |                                                                                            |                                                       | |                                       |
| Dolmen du Cayrou de Peyrissou      | Vaylats                              |                                                                                            |                                                       | |                                       |
| Dolmen du Pech Long                | Vaylats                              |                                                                                            |                                                       | |                                       |
| Peyre Ruffe                        | Vaylats                              | menhir ?                                                                                   |                                                       | |                                       |
| Dolmen du Causse de Mézels         | Vayrac                               |                                                                                            | ruiné                                                 | |                                       |
| Dolmen de Trégantou                | Vers                                 |                                                                                            |                                                       | |                                       |
| Dolmen des 4 Routes                | Vidaillac                            |                                                                                            | détruit                                               | |                                       |

### Liens Externes
- Pour l'ensemble des points mentionnés sur la section Liste non exhaustive de cette page : voir sur OpenStreetMap (aide), Bing Cartes (aide) ou télécharger au format KML (aide).